# エレイン・フックス

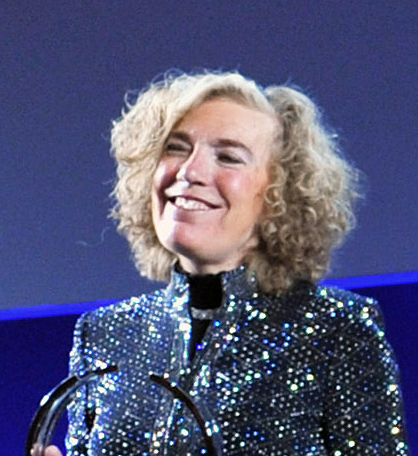
エレイン・フックス

エレイン・フックス（Elaine Viola Fuchs, 1950年5月5日 - ）は、アメリカ合衆国の生物学者。ロックフェラー大学教授。リバース・ジェネティクスの手法を用いて、細胞骨格の要素としてのケラチンの機能と、変異したケラチンの機能不全や、それによって引き起こされるの皮膚疾患の研究を行っている。

## 経歴
イリノイ州出身。1972年にイリノイ大学卒業、1977年にプリンストン大学で生化学のPh.D.を取得。マサチューセッツ工科大学で博士研究員となる。 1980年シカゴ大学助教授、1989年教授に就任。1988 年以来、ハワード・ヒューズ医学研究所に所属。 2001年に米国細胞生物学協会（American Society for Cell Biology）の会長を務めた。 2002年から現職。2019年王立協会外国人会員選出。

## 主な受賞歴
- 2001年： リチャード・ラウンズベリー賞
- 2004年： ディクソン賞医学部門
- 2008年： アメリカ国家科学賞
- 2010年： ロレアル-ユネスコ女性科学賞
- 2011年： パサノ賞
- 2011年： オールバニ・メディカルセンター賞
- 2012年： 発生生物学マーチ・オブ・ダイムズ賞
- 2015年： E・B・ウィルソン・メダル
- 2020年： ガードナー国際賞
- 2023年： ベンジャミン・フランクリン・メダル

## 参照
- Laboratory of Mammalian Cell Biology and Development
- Elaine Fuchs, PhD